# Josef Balabán
 (mars 2024).
Si vous disposez d'ouvrages ou d'articles de référence ou si vous connaissez des sites web de qualité traitant du thème abordé ici, merci de compléter l'article en donnant les références utiles à sa vérifiabilité et en les liant à la section « Notes et références ».
Josef Balabán (né le 5 juin 1894 à Obory et mort le 3 octobre 1941 à Prague) est un militaire et résistant tchécoslovaque.

## Biographie
Il est membre du groupe de résistance « Trois Rois ».